# Amaxia flavipuncta
Amaxia flavipuncta là một loài bướm đêm thuộc phân họ Arctiinae, họ Erebidae.